# Bitva u Dvora Králové (1646)
Bitva u Dvora Králové byla válečným střetem mezi císařskými oddíly armády generála Raimunda Montecuccoliho a švédskou armádou polního maršála Arvida Wittenberga během jednoho ze švédských tažení do Čech během třicetileté války. Odehrála se 2. října 1646 v rovné části terénu mezi obcemi Žireč a Bílá Třemešná jihovýchodně od Dvora Králové nad Labem ve východních Čechách, zhruba v místech později vybudovaného městského letiště. Skončila porážkou císařských vojsk a nutností jejich ústupu.

## Před bitvou

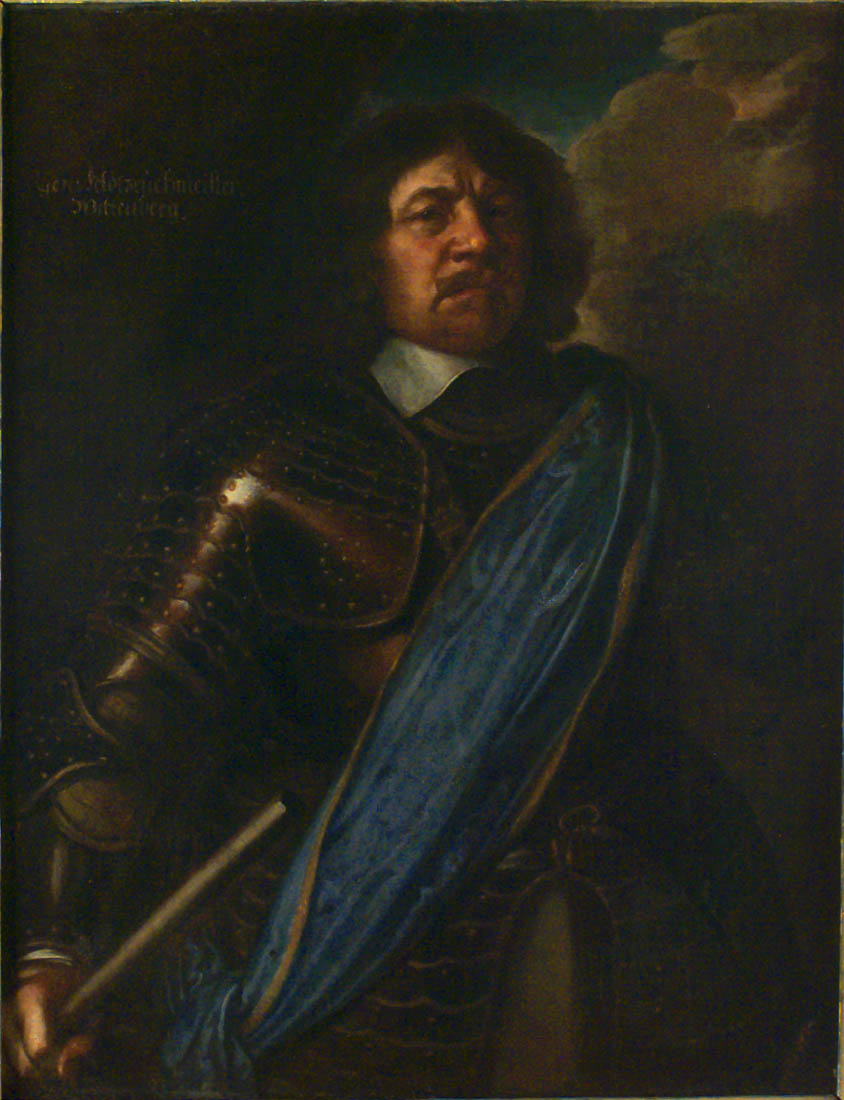
Arvid Wittenberg, velitel švédského vojska

Roku 1646 pokračovaly boje mezi vojsky Švédska a katolických sil, jejichž hlavním dějištěm bylo pruské a rakouské Slezsko. Vrchní velení švédských sil toho roku od Lennarda Torstensona převzal Carl Gustav Wrangel, který sváděl boje se svatoříškými a habsburskými vojsky na několika frontách. Velením operací ve Slezsku byl pověřen generál Arvid Wittenberg, kterému zde čelil rakouský velitel italského původu Raimund Montecuccoli. 
S koncem léta 1646 se švédské armádě začalo dařit hlavní císařské síly z území Slezska vytlačovat a nutit je k ústupu na území východních Čech. Montecuccoliho vojska se v září začala stahovat za česko-slezskou hranici, následována švédskými předvoji, okolo 30. září překročil hranici také sám Wittenberg s hlavní částí vojska u Lubawky nedaleko Trutnova.  

## Průběh střetnutí
K většímu polnímu střetu částí obou vojsk pak došlo 2. října 1646 v prostoru před královédvorskými městskými hradbami mezi obcemi Žireč a Bílá Třemešná, asi dva kilometry jihovýchodně od Dvora Králové. Na bitevním poli se zde mělo utkat celkem na osm tisíc mužů. Švédská armáda dosáhla v bitvě vítězství a donutila císařskou armádu k ústupu. Ztráty poraženého vojska v počtu padlých, zraněných a zajatých byly patrně značné.  

## Hodnocení bitvy

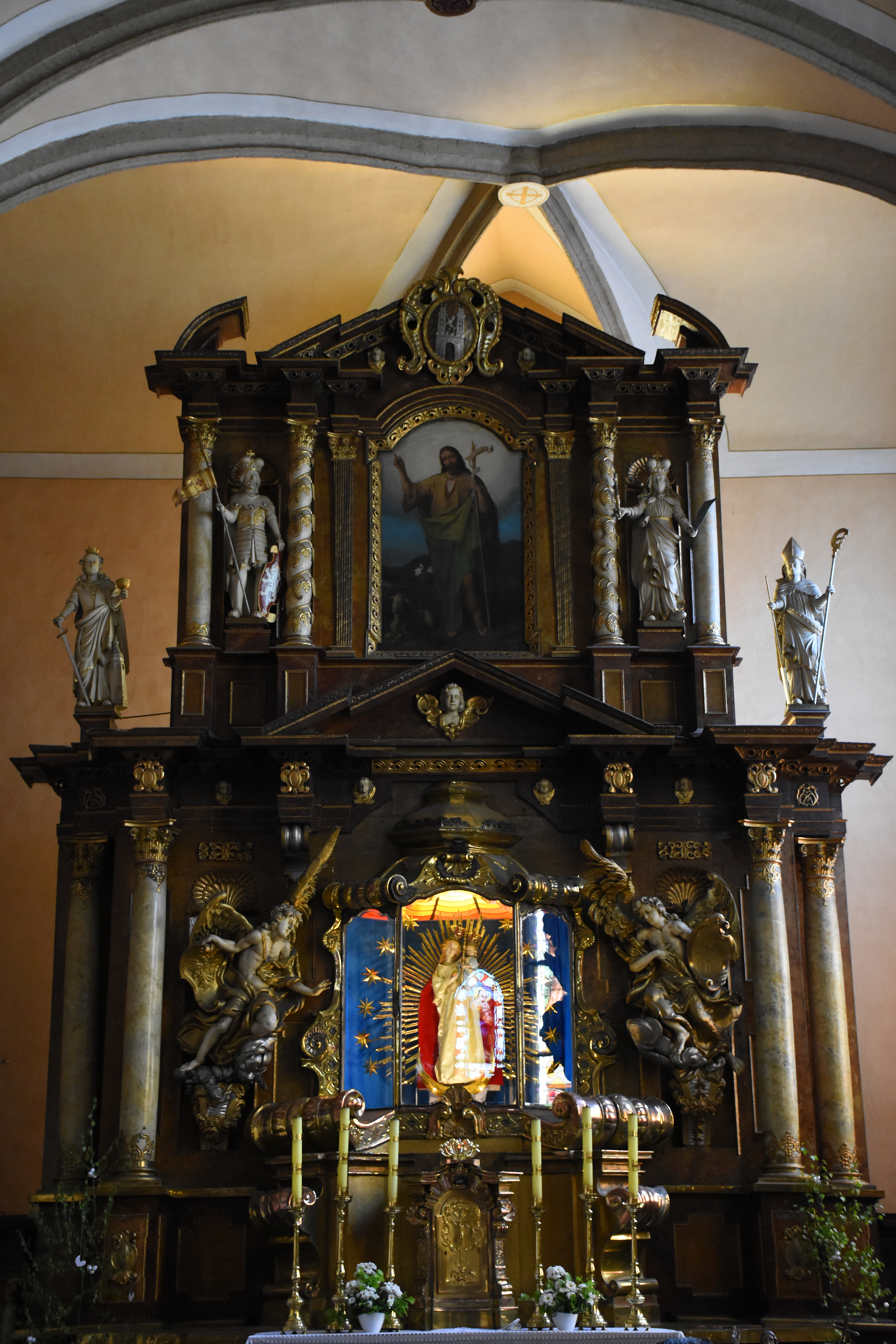
Hlavní oltář kostela svatého Jana Křtitele se sochou Panny Marie

Střet u Dvora Králové znamenal první zmařený pokus o zastavení vpádu švédských vojsk do Čech již v blízkosti hranic. Ihned po bitvě přitáhli Švédové ke Dvoru Králové, město však nevyplenili a okolo 21. listopadu odsud odtáhli. Následně pak zahájili postup k Dobrušce, kde zřídili svůj hlavní stan. Švédská vojska pak na území Čech a Moravy vojensky působila až do podepsání Vestfálského míru v říjnu 1648, z některých pevností odešli švédští vojáci až po zaplacení válečných reparací Švédsku roku 1650. 
Se záchranou Dvora Králové se ve městě pojí pověst, dle které měla město před zničením Švédy ochránit Panna Marie, k jejíž soše se obyvatelé města modlili a která je umístěna v městském kostele svatého Jana Křtitele. 